# Landschaftsschutzgebiet Freiflächen um Giershagen

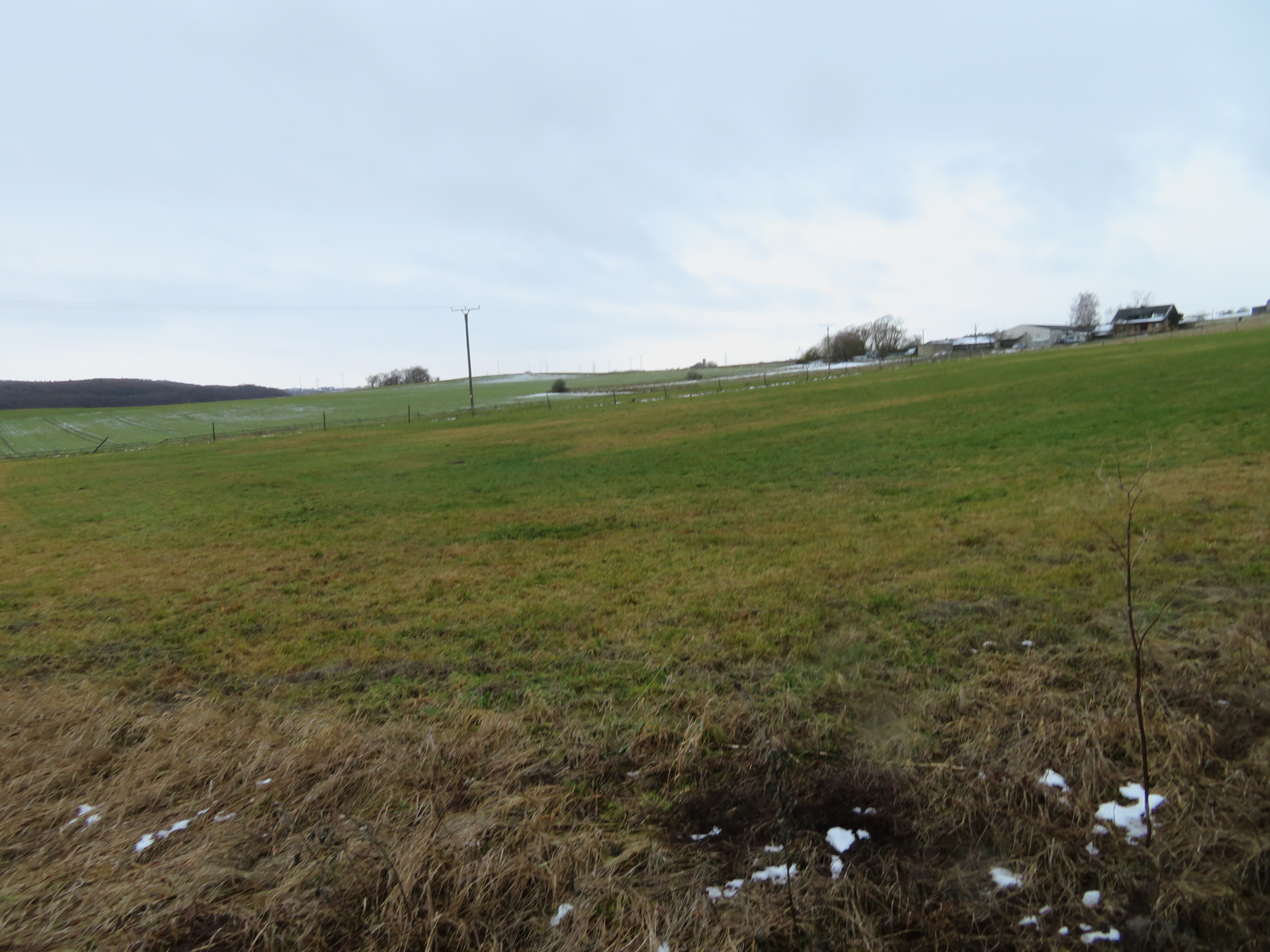
LSG Freiflächen um Giershagen südwestlich vom Schwarzenberg

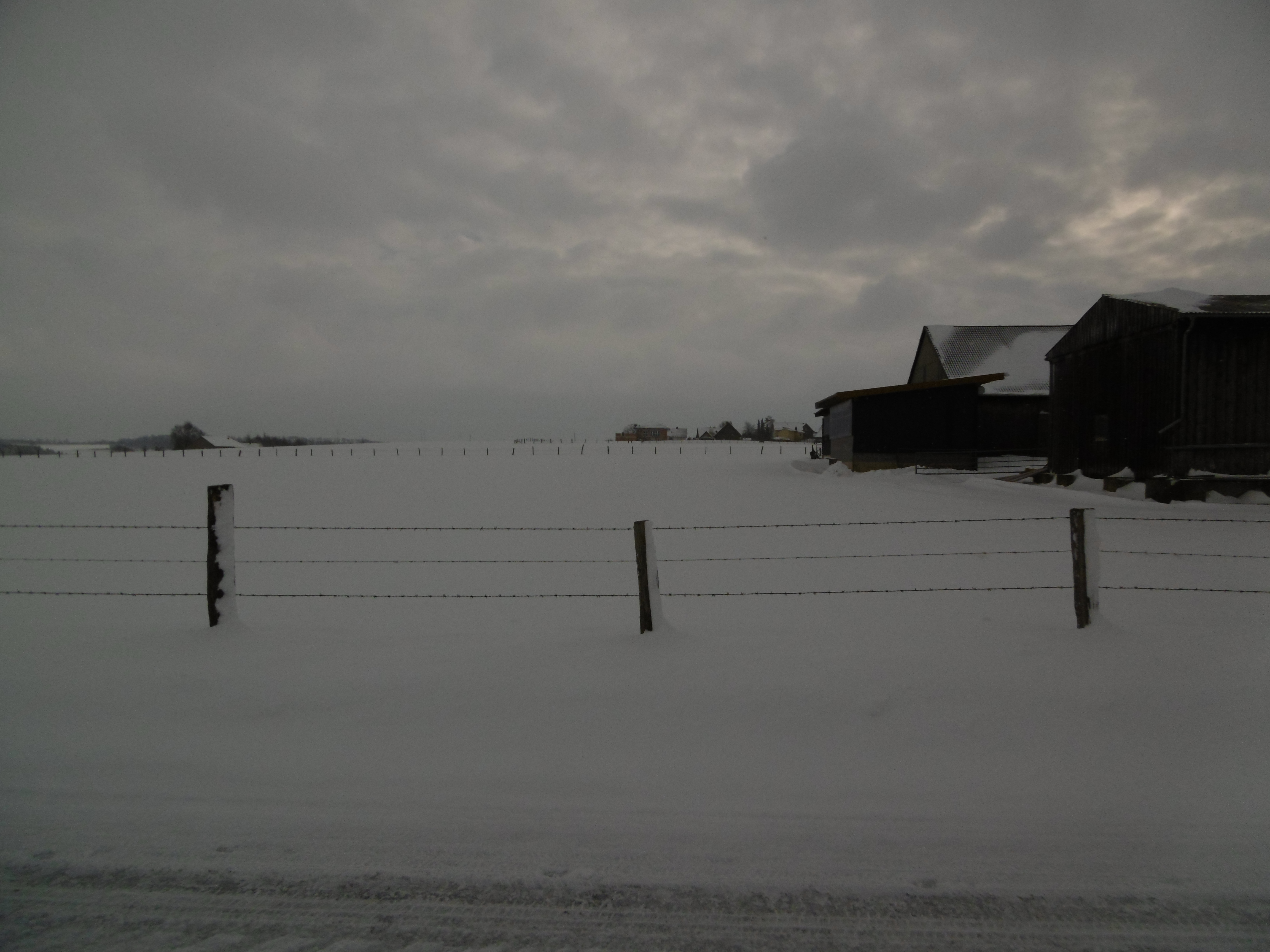
LSG im Februar 2021

Das Landschaftsschutzgebiet Freiflächen um Giershagen mit 784,93 ha liegt um das Dorf Giershagen im Stadtgebiet von Marsberg und im Hochsauerlandkreis. Das Gebiet wurde 2008 mit dem Landschaftsplan Marsberg durch den Kreistag des Hochsauerlandkreises als Landschaftsschutzgebiet (LSG) ausgewiesen. Das LSG wurde als Landschaftsplangebiet vom Typ B, Ortsrandlagen, Offenland- und Kulturlandschutz, ausgewiesen. 

## Beschreibung
Im LSG befinden sich landwirtschaftliche Offenlandbereiche mit Äckern und Grünland. Im LSG liegt der Geschützte Landschaftsbestandteil Feldgehölz im Schlage. Im Norden reicht das LSG fast bis nach Obermarsberg. Ein Ackerbereich im Bereich Schlage im Eigentum  vom Verein für Natur- und Vogelschutz im Hochsauerlandkreis (VNV) gehört seit 2023 zum Vogelschutzgebiet Diemel- und Hoppecketal mit angrenzenden Wäldern.
Im Landschaftsschutzgebiet gibt es am Südrand Bergbau-Relikte.

## Schutzzweck
Die Ausweisung erfolgte zur Sicherung der Vielfalt und Eigenart der Landschaft im Nahbereich der Ortslagen und der alten landwirtschaftlichen Vorranggebiete durch Offenhaltung. Ferner wegen der besonderen Bedeutung für die Erholung.

## Rechtliche Vorschriften
Wie in den anderen Landschaftsschutzgebieten im Stadtgebiet besteht im LSG ein Verbot, Bauwerke zu errichten. Vom Verbot ausgenommen sind Bauvorhaben für Gartenbaubetriebe, Land- und Forstwirtschaft. Die Untere Naturschutzbehörde kann Ausnahmegenehmigungen für Bauten aller Art erteilen. Wie in den anderen Landschaftsschutzgebieten vom Typ B in Meschede besteht im LSG ein Verbot der Erstaufforstung und der Anlage von Weihnachtsbaum-, Schmuckreisig- und Baumschul-Kulturen. Es besteht das Gebot, das LSG durch landwirtschaftliche Nutzung oder geeignete Pflegemaßnahmen von Bewaldung frei zu halten.

## Naturschutzaktivitäten im BereichSchlage
Im Bereich Schlage im Naturschutzgebiet Glindetal um den Giershagener Kalkofen ist seit 1986 der Verein für Natur- und Vogelschutz im Hochsauerlandkreis (VNV) aktiv. In den 1980er Jahren wurde der Steinbruch am Kalkofen bei Arbeitseinsätzen des VNV von einer illegalen Müllkippe befreit. Seit Mitte der 1990er Jahre werden Magerrasenbereiche gemäht. In mehreren Arbeitseinsätzen wurden Haselnusssträucher und Zitterpappeln entfernt. Im Winter 2014/15 wurden Bäume auf dem Kalkofen entfernt, da diese durch ihr Gewicht den Kalkofen zum Einsturz zu bringen drohten. Der Bereich des Kalkofens wurde 1986 zunächst vom VNV an gepachtet und 2013 gekauft.
2013 und 2015 wurden direkt nördlich angrenzend und außerhalb des NSG Glindetal im LSG Freiflächen um Giershagen fünf flachgründige und steinige Kalk-Scherbenäcker, Kalkofenacker genannt, angekauft. Der Ackerbereich war in den 1980er Jahren im Ackerrandstreifen-Programm des Landes NRW. Nach Ende des Programms Ende der 1980er Jahre wurde der Acker wieder konventionell bewirtschaftet. Seit 2015 gibt es auf dem VNV-Acker zum Kalkofen hin wieder einen Ackerrandstreifen. Der Ackerrandstreifen wird nicht mehr gedüngt und mit Pestiziden behandelt. Das Getreide wird nur in einem zweireihigen Abstand besät. So gelangt mehr Licht auf den Ackerboden und Ackerwildkräuter werden gefördert. Dem Pächter wird vom VNV der Pachtpreis erlassen, um seinen Nutzungsausfall zu ersetzen. Im Acker wurden früher Ackerunkräuter wie Acker-Lichtnelke, Acker-Wachtelweizen und Acker-Steinsame nachgewiesen. Im Herbst 2018 wurde erstmals seit vielen Jahren, nach Vereinbarung mit dem Landwirt, der die Äcker gepachtet hat, wieder Wintergetreide auf den angekauften Äckern angebaut. 2019 konnten dann über fünfzig verschiedene Ackerwildkräuterarten (Segetalpflanzen) nachgewiesen werden. Darunter waren extrem seltene Arten wie Sommer-Adonisröschen und Acker-Hundskamille. Mit dem Rundblättrigen Hasenohr wurde sogar eine vorher ausgestorben geglaubte Art entdeckt. Im Juli 2021 zeichnete die Deutsche Bundesstiftung Umwelt diesen Acker als einen der 100 Äcker für die Artenvielfalt aus. Für die Auszeichnung war neben einer hohen Artenvielfalt auch eine dauerhafte Sicherung des Ackers, hier Flächenankauf, und ein Arten-Monitoring unabdingbar. Die extensive Acker-Nutzung mit überwiegendem Anbau von Wintergetreide führte bis 2024 zu einer sehr positiven Entwicklung des Bestandes an Ackerwildkräutern mit zahlreichen Arten der Roten Liste.